# Henrik Adam Brockenhuus

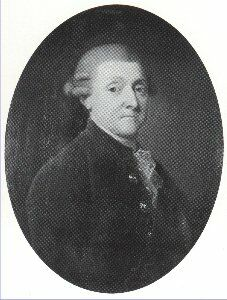
Brockenhuis auf einem Porträt von Jens Juel

Henrik Adam Brockenhuus zu Jungshoved, Nysø und Oremandsgaard (* 30. Mai 1720 in Hamar, Norwegen; † 11. Juni 1803 in Baarse, Dänemark) war ein dänischer Adliger.

## Leben
Von 1776 bis 1787 war Brockenhuus Stiftamtmann von Seeland und in dieser Eigenschaft gleichzeitig Amtmann der Färöer.
Er ist der Sohn von Oberst Jørgen Otto Brockenhuus zu Aker, Disen und Samdal (1664–1728) und Berte Magdalene Brockenhuus (1684–1769). Am 11. Juni 1757 heiratete er in Kopenhagen Hedevig Sophie Elisabeth Komtesse von Holstein-Ledreborg. Am 12. Mai 1759 kam dort ihr Sohn Johan Ludvig Brockenhuus zur Welt.